# Beach House
Beach House ist ein US-amerikanisch-französisches Dream-Pop-Duo aus Baltimore.

## Bandgeschichte
Die in Frankreich geborene Sängerin Victoria Legrand, Nichte des Komponisten Michel Legrand, und der Gitarrist Alex Scally schlossen sich 2005 unter dem Namen Beach House zusammen. Im Internet machten sie zuerst auf sich aufmerksam und mit dem Song Apple Orchard waren sie auf Pitchforks Infinite Mixtape vertreten. Das Label Carpark nahm sie unter Vertrag und veröffentlichte 2006 ihr Debütalbum, das den Bandnamen trägt. Das Album blieb allerdings ziemlich erfolglos, erst die zweite Veröffentlichung Devotion brachte sie zwei Jahre später in den US-Heatseeker-Charts unter den Neuentdeckungen auf Platz 5. Nach einem Labelwechsel zu Sub Pop gelang mit dem dritten Album Teen Dream im Jahr 2010 der Durchbruch. Es erreichte die Top 10 in den Rockalbumcharts und Platz 43 in den offiziellen Billboard 200. Außerdem war Beach House damit in den UK-Charts erfolgreich.

## Diskografie

### Alben
| Jahr | Titel                  | Höchstplatzierung, Gesamtwochen, AuszeichnungChartplatzierungen (Jahr, Titel, Platzierungen, Wochen, Auszeichnungen, Anmerkungen) | Höchstplatzierung, Gesamtwochen, AuszeichnungChartplatzierungen (Jahr, Titel, Platzierungen, Wochen, Auszeichnungen, Anmerkungen) | Höchstplatzierung, Gesamtwochen, AuszeichnungChartplatzierungen (Jahr, Titel, Platzierungen, Wochen, Auszeichnungen, Anmerkungen) | Höchstplatzierung, Gesamtwochen, AuszeichnungChartplatzierungen (Jahr, Titel, Platzierungen, Wochen, Auszeichnungen, Anmerkungen) | Höchstplatzierung, Gesamtwochen, AuszeichnungChartplatzierungen (Jahr, Titel, Platzierungen, Wochen, Auszeichnungen, Anmerkungen) | Anmerkungen                            |
| Jahr | Titel                  | DE | AT | CH | UK | US | Anmerkungen                            |
| ---- | ---------------------- | --- | --- | --- | --- | --- | -------------------------------------- |
| 2006 | Beach House            | — | — | — | — | — | Erstveröffentlichung: 3. Oktober 2006  |
| 2008 | Devotion               | — | — | — | — | US195 (1 Wo.)US | Erstveröffentlichung: 26. Februar 2008 |
| 2010 | Teen Dream             | — | — | — | UK78 (1 Wo.)UK | US43 (10 Wo.)US | Erstveröffentlichung: 26. Januar 2010  |
| 2012 | Bloom                  | DE73 (1 Wo.)DE | — | CH33 (3 Wo.)CH | UK15 (3 Wo.)UK | US7 (11 Wo.)US | Erstveröffentlichung: 15. Mai 2012     |
| 2015 | Depression Cherry      | DE81 (1 Wo.)DE | — | CH58 (2 Wo.)CH | UK17 (2 Wo.)UK | US8 Gold · (4 Wo.)US | Erstveröffentlichung: 28. August 2015  |
| 2015 | Thank Your Lucky Stars | — | — | — | — | US39 (3 Wo.)US | Erstveröffentlichung: 15. Oktober 2015 |
| 2017 | B-Sides and Rarities   | — | — | — | — | US137 (1 Wo.)US | Erstveröffentlichung: 30. Juni 2017    |
| 2018 | 7                      | DE41 (1 Wo.)DE | — | CH54 (1 Wo.)CH | UK16 (1 Wo.)UK | US20 (2 Wo.)US | Erstveröffentlichung: 11. Mai 2018     |
| 2022 | Once Twice Melody      | DE14 (1 Wo.)DE | AT53 (1 Wo.)AT | CH22 (1 Wo.)CH | UK65 (1 Wo.)UK | US12 (2 Wo.)US | Erstveröffentlichung: 18. Februar 2022 |

### EPs
- 2023: Become

### Singles
- 2006: Apple Orchard
- 2006: Master of None
- 2008: Heart of Chambers
- 2008: Gila
- 2008: You Came to Me
- 2009: Used to Be
- 2010: Norway
- 2010: Zebra
- 2010: I Do Not Care for the Winter Sun
- 2012: Myth (US: Gold)
- 2012: Lazuli
- 2012: Wild
- 2013: Wishes
- 2015: Sparks
- 2015: Space Song (UK: Platin, US: ×4Vierfachplatin )
- 2018: Lemon Glow
- 2018: Dive
- 2018: Dark Spring
- 2018: Black Car
- 2022: Hurts to Love

## Auszeichnungen für Musikverkäufe
| Goldene Schallplatte - Dänemark - 2024: für die Single Space Song - Italien - 2023: für die Single Space Song - Neuseeland - 2025: für das Album Depression Cherry - Spanien - 2024: für die Single Space Song - Vereinigte Staaten - 2025: für das Lied Silver Soul |

Anmerkung: Auszeichnungen in Ländern aus den Charttabellen bzw. Chartboxen sind in ebendiesen zu finden.
| Land/RegionAuszeichnungen für Musikverkäufe (Land/Region, Auszeichnungen, Verkäufe, Quellen) | Gold     | Platin     | Verkäufe  | Quellen             |
| -------------------------------------------------------------------------------------------- | -------- | ---------- | --------- | ------------------- |
| Dänemark (IFPI)                                                                              | Gold1    | —          | 45.000    | ifpi.dk             |
| Italien (FIMI)                                                                               | Gold1    | —          | 50.000    | fimi.it             |
| Neuseeland (RMNZ)                                                                            | Gold1    | —          | 7.500     | radioscope.co.nz    |
| Spanien (Promusicae)                                                                         | Gold1    | —          | 30.000    | elportaldemusica.es |
| Vereinigte Staaten (RIAA)                                                                    | 3× Gold3 | 4× Platin4 | 5.500.000 | riaa.com            |
| Vereinigtes Königreich (BPI)                                                                 | —        | Platin1    | 600.000   | bpi.co.uk           |
| Insgesamt                                                                                    | 7× Gold7 | 5× Platin5 |           |                     |